# Кирилишин, Константин Миронович
Константин Миронович Кирилишин (12 августа 1928 — 1997) — бригадир комплексной бригады строительного управления № 3 треста «Днепрохимстрой» Министерства строительства Украинской ССР, Днепропетровская область Украинской ССР. Герой Социалистического Труда (08.08.1964).

## Биография
Родился 12 августа 1928 года на территории современной Винницкой области Украины. Украинец. В период Великой Отечественной войны проживал на оккупированной гитлеровцами территории (1941–1943).
В Великую Отечественную войну после освобождения от оккупации, Константин поступил учиться в ремесленное училище. Окончив его, начал восстанавливать полностью разрушенный завод химической промышленности «Днепрохимстрой». Несмотря на возраст, добился высоких результатов в работе, постоянно перевыполнял плановые задания. Участвовал в строительстве важнейших объектов на предприятиях химической промышленности Днепропетровской области,  имеющих стратегическое значение для экономики и безопасности страны.
Указом Президиума Верховного Совета СССР от 8 августа 1964 года за самоотверженный труд и выдающиеся производственные успехи, достигнутые на строительстве предприятий химической промышленности Украинской ССР, Кирилишину Константину Мироновичу присвоено звание Героя Социалистического Труда с вручением ордена Ленина и золотой медали «Серп и Молот».
Избирался делегатом XXIII съезда КПСС. После продолжал работать на важнейших стройках химической промышленности страны, в том числе имеющих важное оборонное значение, вплоть до выхода на пенсию. Жил в Днепродзержинске.
Умер в 1997 году. Похоронен в Днепродзержинске.

## Награды
- Золотая медаль «Серп и Молот» (08.08.1964);
- орден Ленина (08.08.1964)
- Медаль «В ознаменование 100-летия со дня рождения Владимира Ильича Ленина»
- Медаль «За доблестный труд в Великой Отечественной войне 1941—1945 гг.»
- и другими.